# Bodyguard (canção de Shinee)
Bodyguard é uma canção interpretada pela boy band sul-coreana Shinee. A versão coreana da canção foi lançada como single digital para a promoção do Samsung Anycall Bodyguard Cell Phone e também como trilha sonora para a série de drama Boys Over Flowers. A versão japonesa foi realizada durante sua primeira turnê japonesa, Shinee World 2012.

## Lançamento
A versão coreana da canção foi lançada como um single digital para a promoção do Samsung Anycall Bodyguard Cell Phone em 3 de abril de 2009. Foi usada como música de fundo para o filme comercial que contou com o popular casal fictício So Yi-jung (Kim Bum) e Chu Ga-eul (Kim So-eun) do popular drama Boys Over Flowers.. Ao contrário de "Stand By Me", outra canção da série interpretada por Shinee, "Bodyguard" não foi incluída na Boys Over Flowers OST.
A versão rearranjada da música foi feita pelo SHINee durante a sua primeira turnê asiática, Shinee World e a versão ao vivo foi incluída no álbum ao vivo, Shinee World. A versão japonesa foi realizada durante a primeira turnê japonesa do grupo, Shinee World 2012.

## Desempenho nas paradas
| Gráfico                      | Melhores posições |
| ---------------------------- | ----------------- |
| Gaon Weekly singles          | 45                |
| Gaon Streaming Singles chart | ?                 |
| Gaon Download Singles chart  | ?                 |